# Помаранчевий орден
Помаранчевий орден, або оранжевий орден (англ. Loyal Orange Institution, скороченоангл. Orange Order) — протестантське братство, що базується, в основному, у Північній Ірландії та Шотландії. Має розгалужену мережу лож у Британській Співдружності націй, а також у США, Канаді, Австралії та Новій Зеландії. Великий магістр ордена — Едуард Стівенсон.
Організація заснована у 1796 році в Ірландії, її назва походить від короля Великої Британії Вільгельма III Оранського, який народився в Нідерландах і належав до королівського дому Оранж-Нассау, який і досі є правлячим королівським домом Нідерландів. 12 липня 1690 протестантські війська Вільгельма III розбили армію останнього католицького короля Англії Якова II у битві при річці Бойн.
Особливістю ордена є негативне ставлення до ірландських католиків, що пояснюється політичним протистоянням роялістів та ірландських противників британської корони. Якщо у 20-21 ст. конфлікти між Орденом та католиками тривають передусім у Північній Ірландії, раніше вони відбувалися також в інших місцях (наприклад, у канадській Манітобі наприкінці 19 ст.).

## Історія
Оранжевий орден присвячений голландському принцу Вільгельму Оранському, який у результаті Славної Революції 1688 року став королем Англії, Шотландії та Ірландії. Зокрема, орден шанує перемоги Вільгельма III, особливо перемогу у Битві на річці Бойн .
Початок історії ордену пов'язаний із конфліктом ранніх 1700-х років між католиками та протестантами, переважно пресвітеріанами. Орден заснований у Лохголлі, графство Арма в 1795, після так званої «Діамантової битви» між католиками та протестантами.
До ордену невдовзі приєдналися протестанти вищих станів, навіть принци королівської родини, що у 1798 р. призвело до заснування великої ложі Ірландії. З часу проведення унії Великої Британії та Ірландії (1800) оранжевий союз став ще сильнішим: його члени зайняли найважливіші місця у державній та общинній адміністрації та перенесли свою діяльність також до Англії, де у 1808 р. була заснована перша велика ложа (спочатку в Манчестері, потім у Лондоні).
З часу агітації О'Коннелла члени Оранжевого ордену розпочали запеклу боротьбу проти католицизму в Англії та Ірландії, одночасно спрямовану також проти терпимості стосовно католиків, яка була властива переважній частині англійської буржуазії. Орден не зміг, однак, перешкодити тому, що з проведенням емансипації католиків 1829 р. було покладено край домінуванню протестантів у ірландській публічній політиці; це призвело до конфлікту оранжевих з урядом та громадською думкою, тому уряд вігів у 1832 р. скасував ложі ордену.
Після падіння вігів (у листопаді 1834 р.) оранжеві знову зібралися з силами, але у 1836 р., коли віги повернулися до влади, Юм, лідер їх радикального крила, запропонував розслідувати діяльність оранжевих лож; слідство довело їх безперечну шкоду для держави. Герцог Камберландський, гросмейстер усіх лож, запропонував їх закрити, що й було здійснено.
Однак потім Оранжевий орден знову відродився.

## Структура
В Ірландії Оранжевий орден має структуру піраміди, в основі якої перебуває 1134 нижчих лож. Кожен оранжевий належить до якоїсь із них. Кожна нижча ложа відправляє шістьох представників до окружної ложі, яких налічується 126. Залежно від розміру, окружні ложі направляють від 7 до 13 представників до ложі графства, яких є 12. І, нарешті, ложі графств направляють представників до Великої Оранжевої Ложі Ірландії, яка очолює орден.
Велика ложа складається з 373 осіб, керівну роль у ній відіграє Центральний комітет, що складається з представників кожного із графств Північної Ірландії. У Великій ложі є також інші комітети, які займаються протоколом, фінансами та освітою.
Нижчі ложі користуються автономією, доки вони виконують правила ордену, але теоретично можуть бути розпущені Великою ложею.

## Оранжеві марші
Одним із яскравих ритуалів Оранжевого ордену є Оранжеві марші. Учасники маршів надягають строгі костюми, котелки, білі рукавички і помаранчеві шарфи та стрункими рядами марширують під барабанний дріб.

## Вимоги
Усі члени ордену мають бути протестантами (не католиками, мормонами чи квакерами). Багато юрисдикцій також вимагають, щоб протестантами були також подружжя та батьки кандидатів, хоча для навернених Велика ложа може зробити виняток. Участь у католицьких релігійних церемоніях призводить виключення з ордену; протягом 1964—2002 рр. 11 % членів ордену було виключено за участь у католицьких хрещеннях, службах та похоронах.

## Оранжевий орден і масонство
Хоча символіка, структура та принципи організації ордену мають значну схожість з масонськими, організація заперечує зв'язок з масонством. Більше того, однією з ключових відмінностей від масонства є сувора прихильність саме до протестантизму (тоді як масонські організації зазвичай відкриті для «взагалі віруючих» і уникають релігійних дискусій на своїх зборах). У цьому плані Оранжевий орден швидше має схожість з іншими закритими протестантськими організаціями, наприклад Брудербонд у ПАР.

## Галерея

Прапор Оранжевого ордена Північної Ірландії
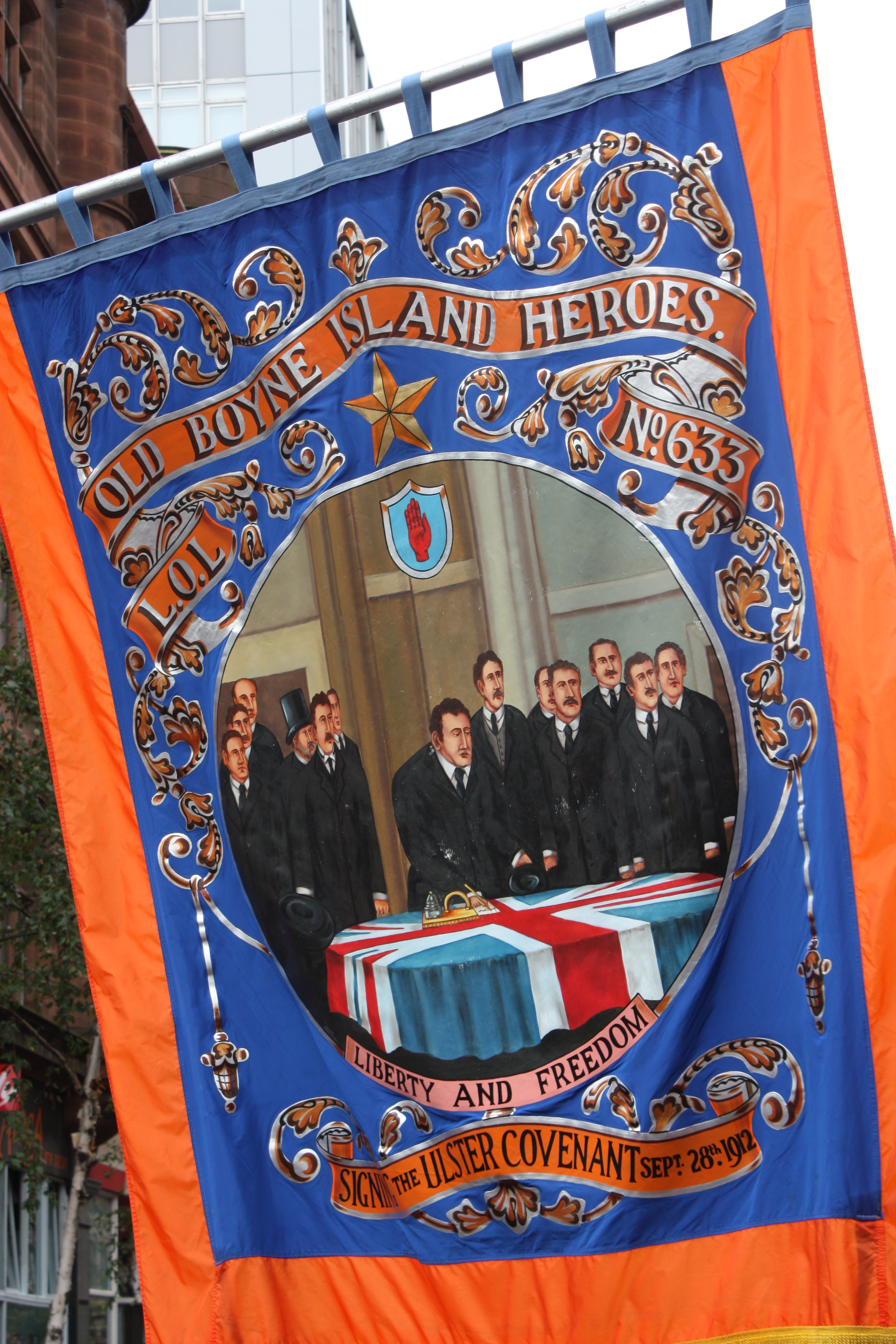
Помаранчевий банер, що зображує підписання Ольстерського договору[en]
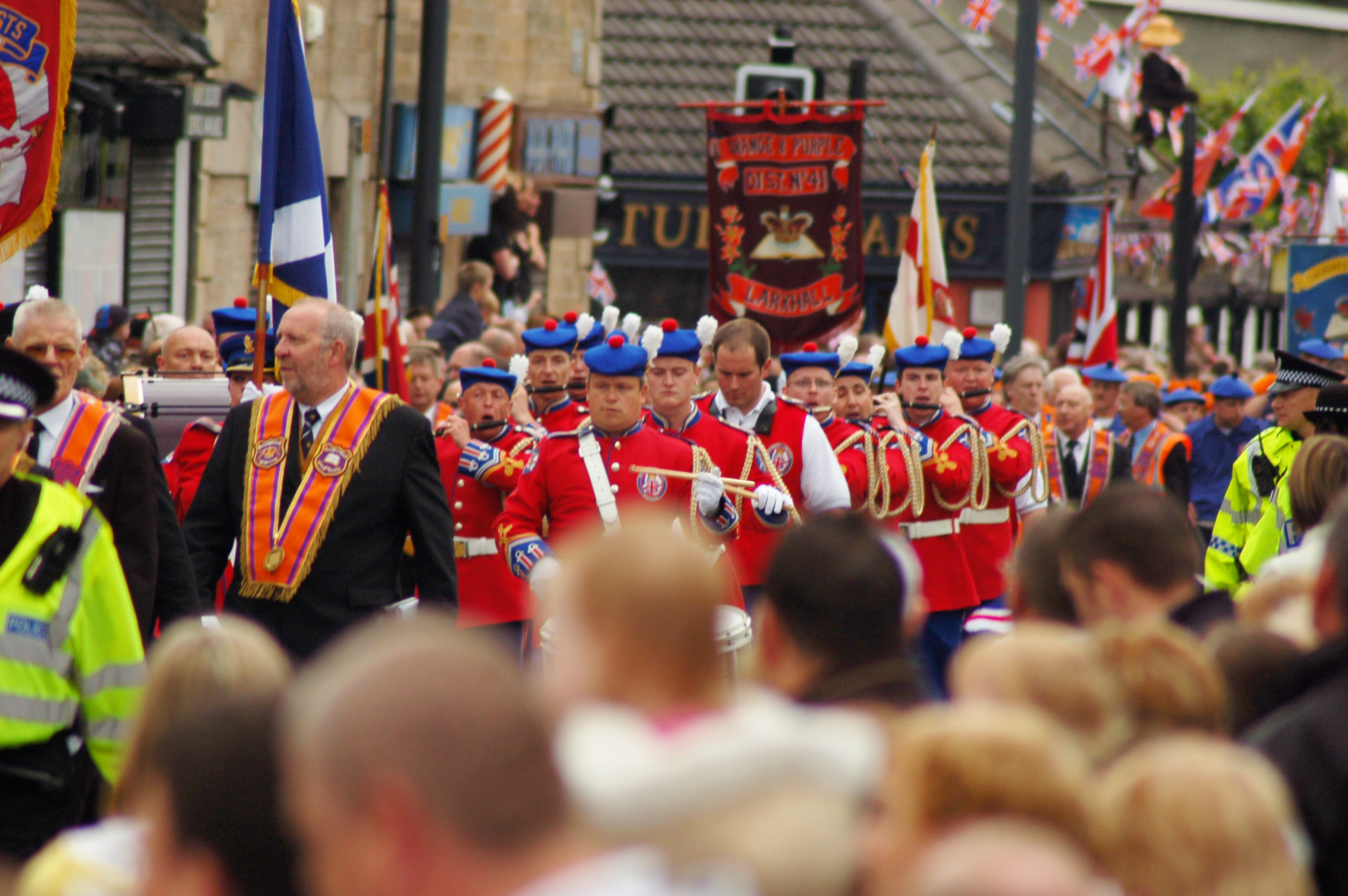
Хода оранжевих у Ларкхоллі, Шотландія (липень 2008 р.)
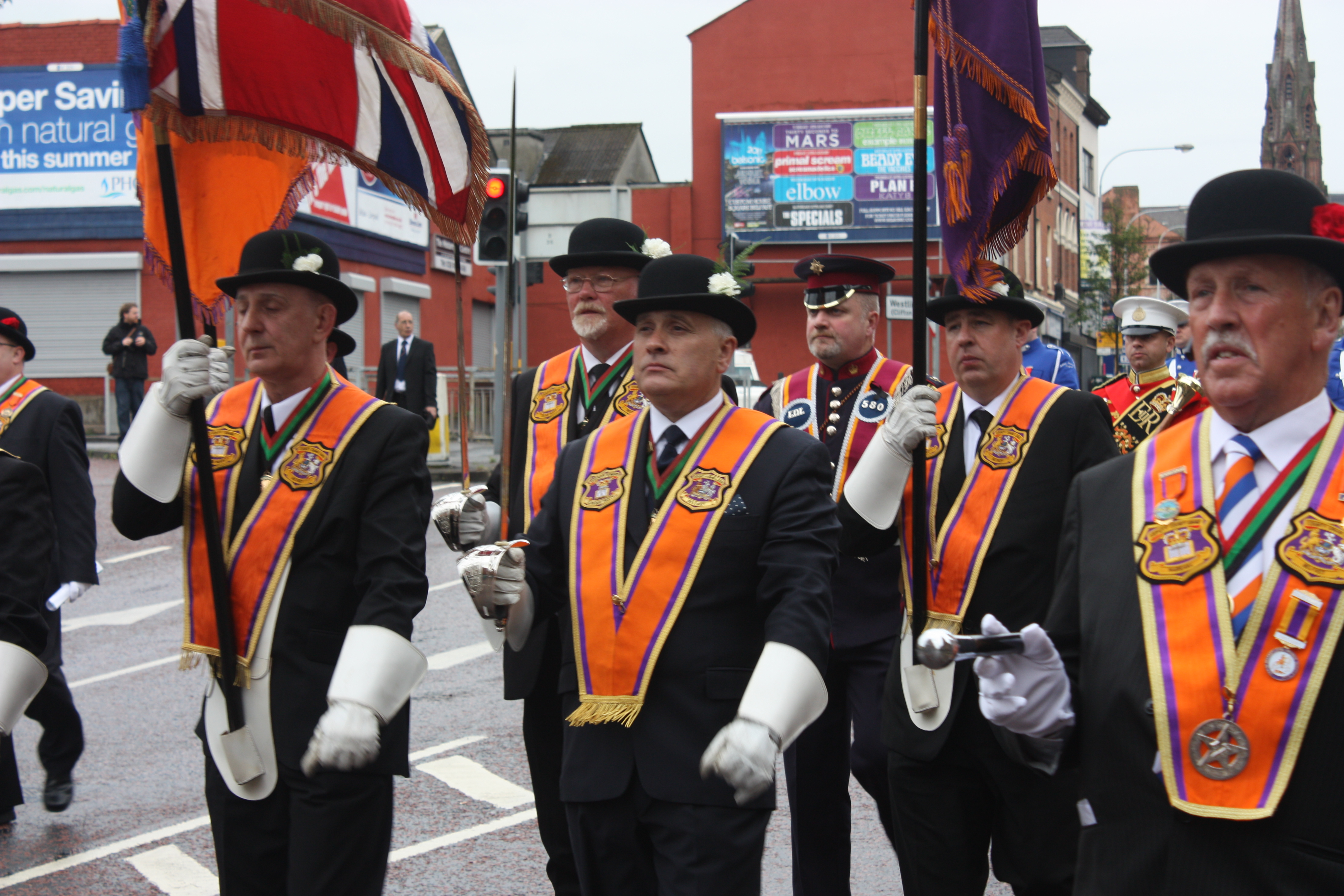
Оранжеві у повних регаліях 12 липня 2011 року в Белфасті
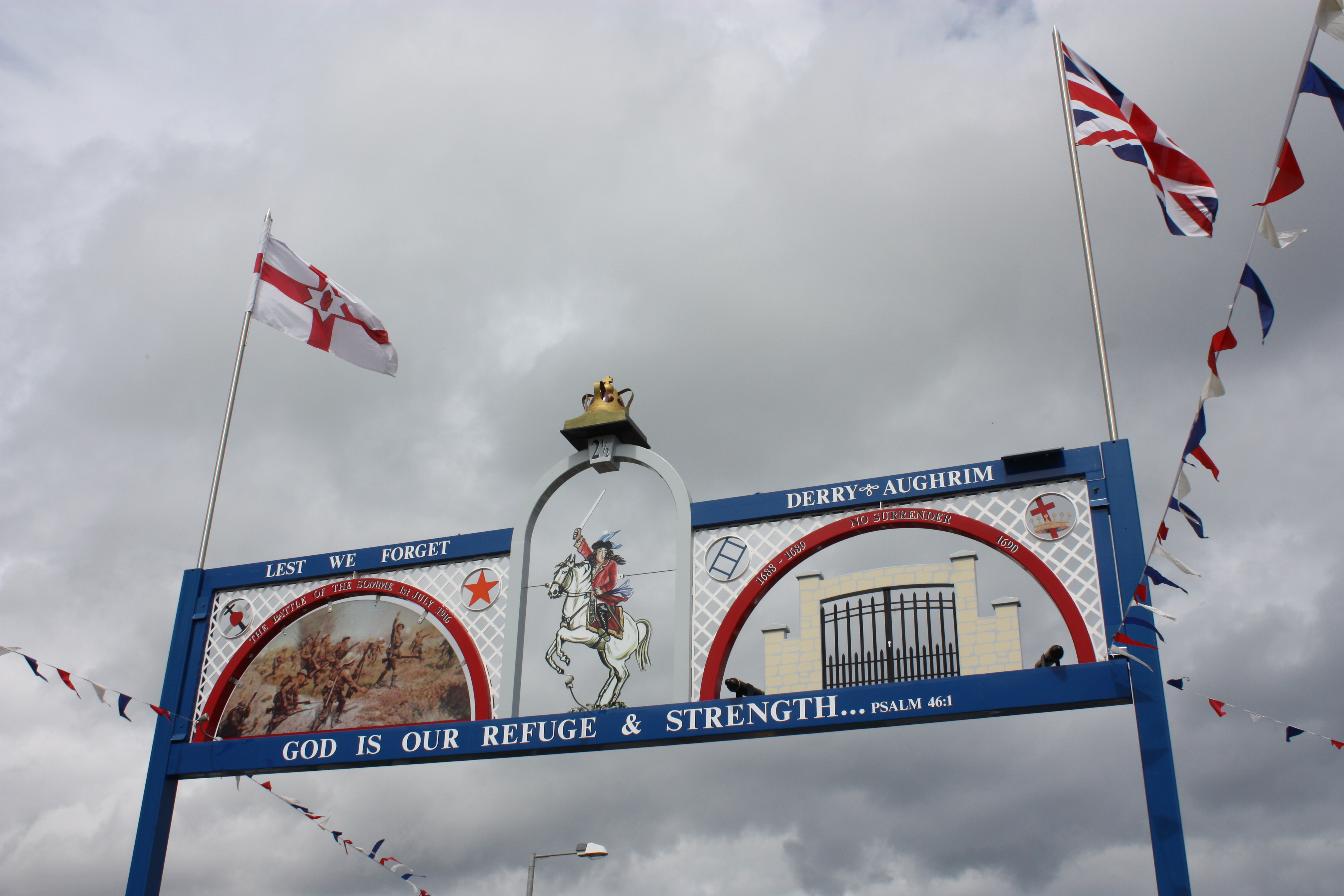
«Оранжева арка» та вівсянка, підняті над дорогою в Анналонгу
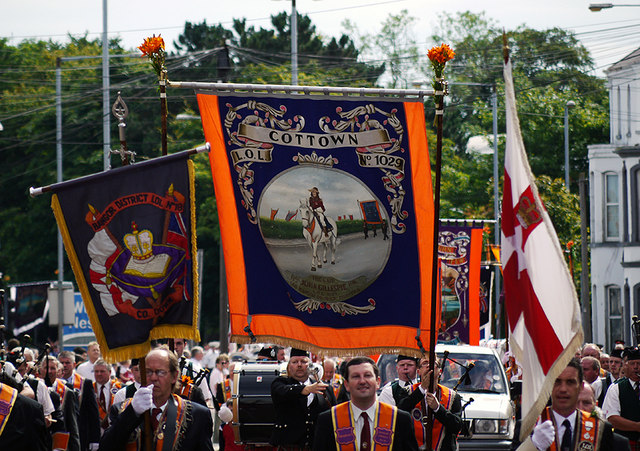
Хода оранжевих у Бангорі, 12 липня 2010 р.
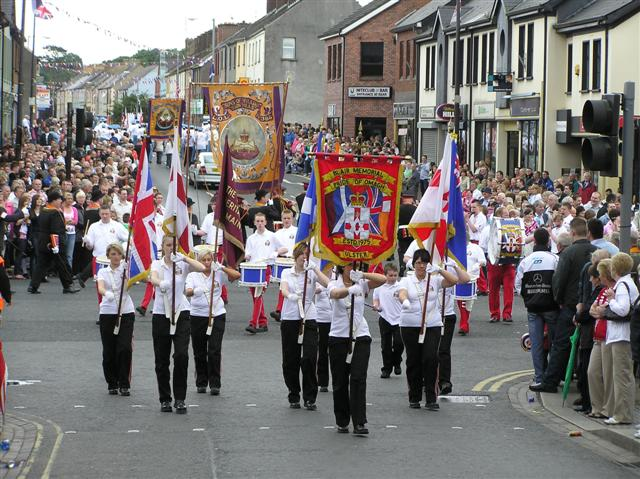
Хода оранжевих в Ома 12 липня 2008 р.
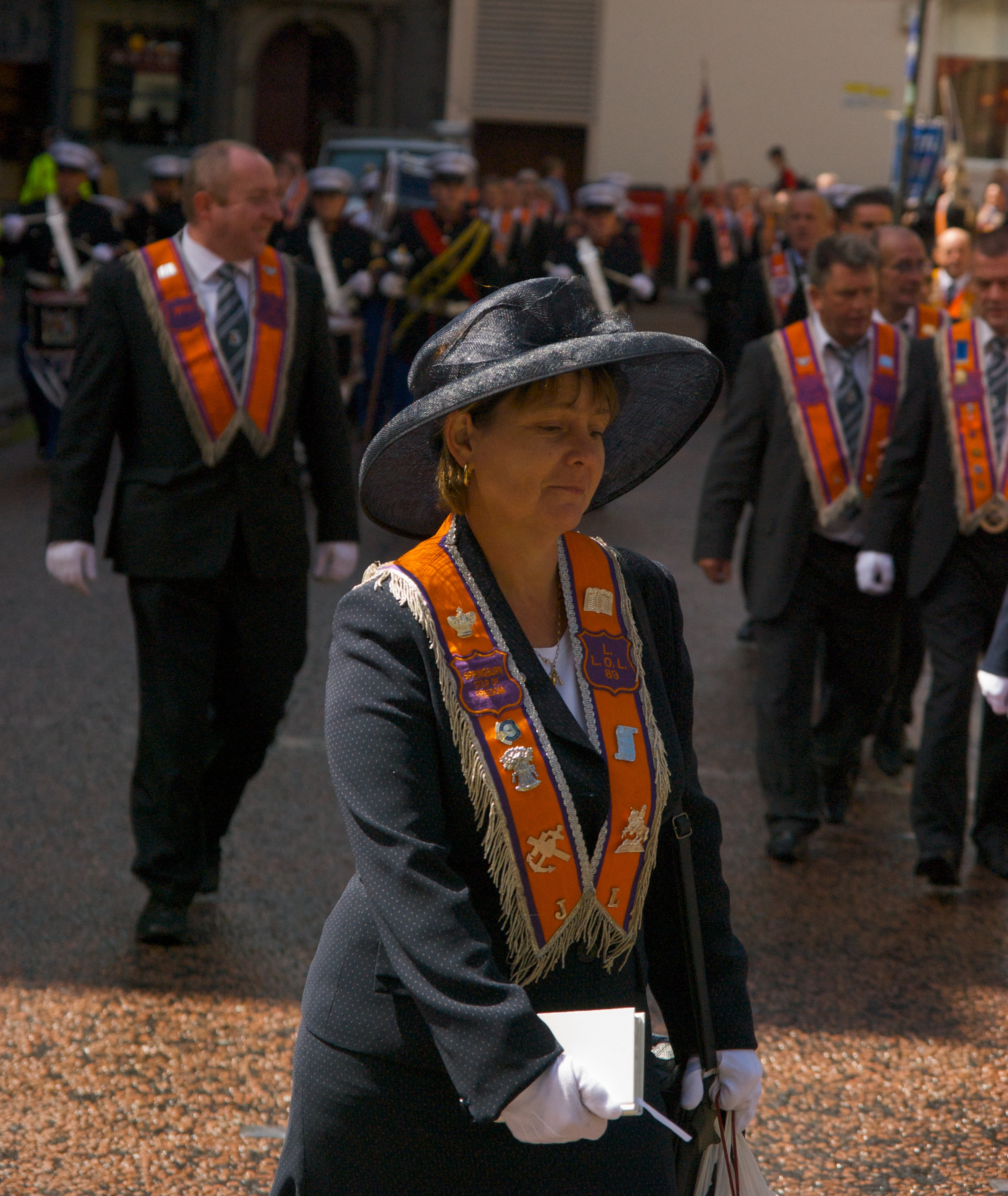
Учасниця параду оранжевих